# Mendacibombus
Mendacibombus es un subgénero de Hymenoptera del género Bombus, habita en zonas altas como montes y montañas. Se distribuyen por la franja cantábrica, desde los Pirineos hasta Asturias, por los Alpes, la costa este del Mar Negro, en Teherán (sur del mar Caspio), en el Himalaya y en colonias dispersas por el oeste de China y la zona central sur de Rusia.

## Especies
Consiste de las siguientes especies:
- Bombus avinoviellus
- Bombus convexus
- Bombus defector
- Bombus handlirshianus
- Bombus himalayus
- Bombus makarjini
- Bombus margreiteri
- Bombus marussinus
- Bombus mendax
- Bombus turkestanikus
- Bombus superbus
- Bombus waltoni

Las especies de este subgénero se hacen más escasas debido a la reducción de su hábitat por el cambio climático y ya figuran en la IUCN list of threatened species.[cita requerida]